# Руське Поле (зупинний пункт)
Ру́ське По́ле — пасажирський залізничний зупинний пункт Ужгородської дирекції Львівської залізниці.
Розташований неподалік від села Руське Поле, Тячівський район Закарпатської області на лінії Батьово — Солотвино І між станціями Буштина (2 км) та Тячів (5 км).
Станом на серпень 2019 року щодня чотири пари дизель-потягів прямують за напрямком Батьово/Дяково — Солотвино I.